# San Ramón de la Nueva Orán
San Ramón de la Nueva Orán of kortweg Orán is een plaats in de Argentijnse provincie Salta. De plaats telt 72.712 inwoners.
De stad is sinds 1961 de zetel van het rooms-katholieke bisdom Orán.

## Galerij

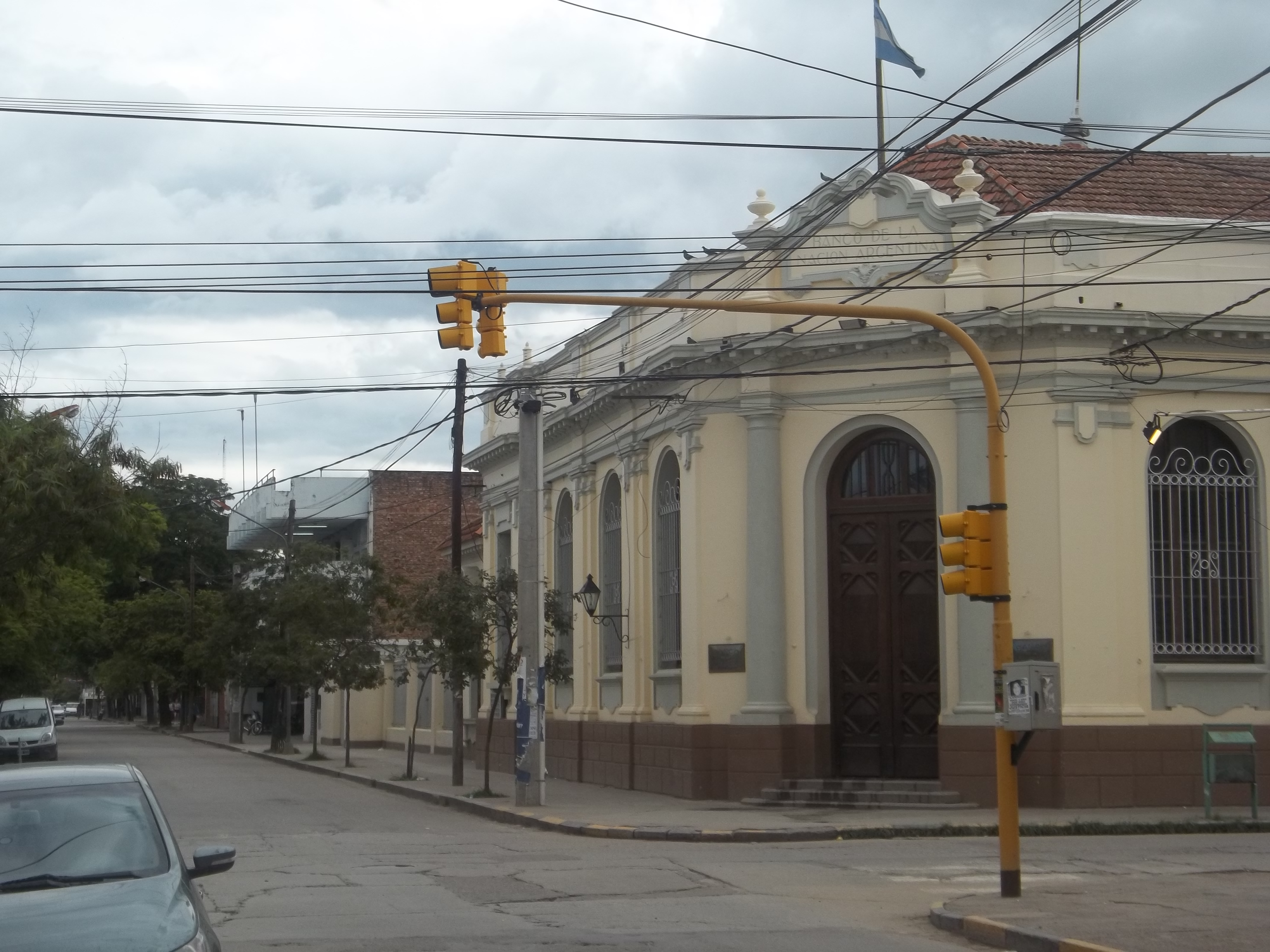
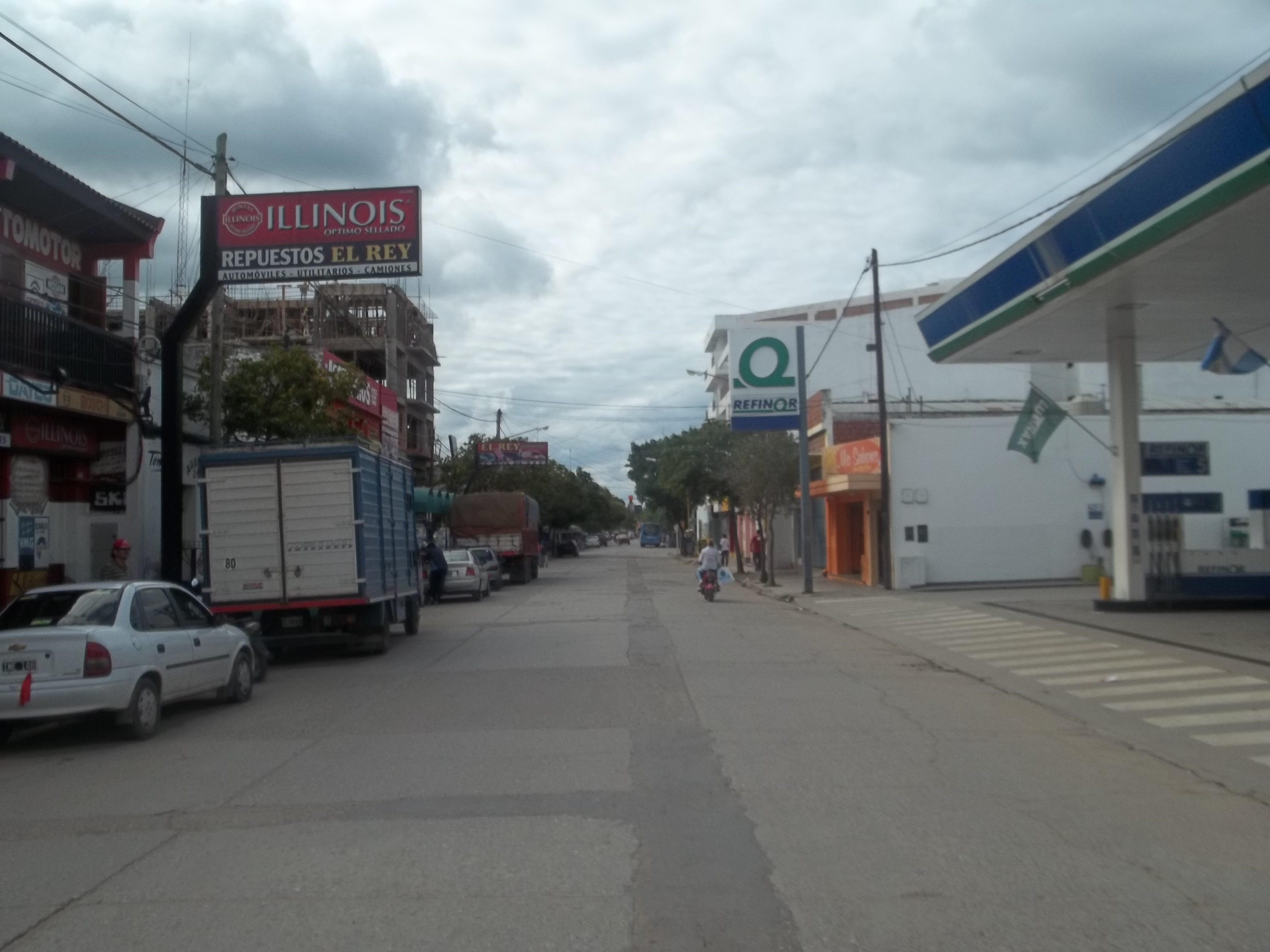
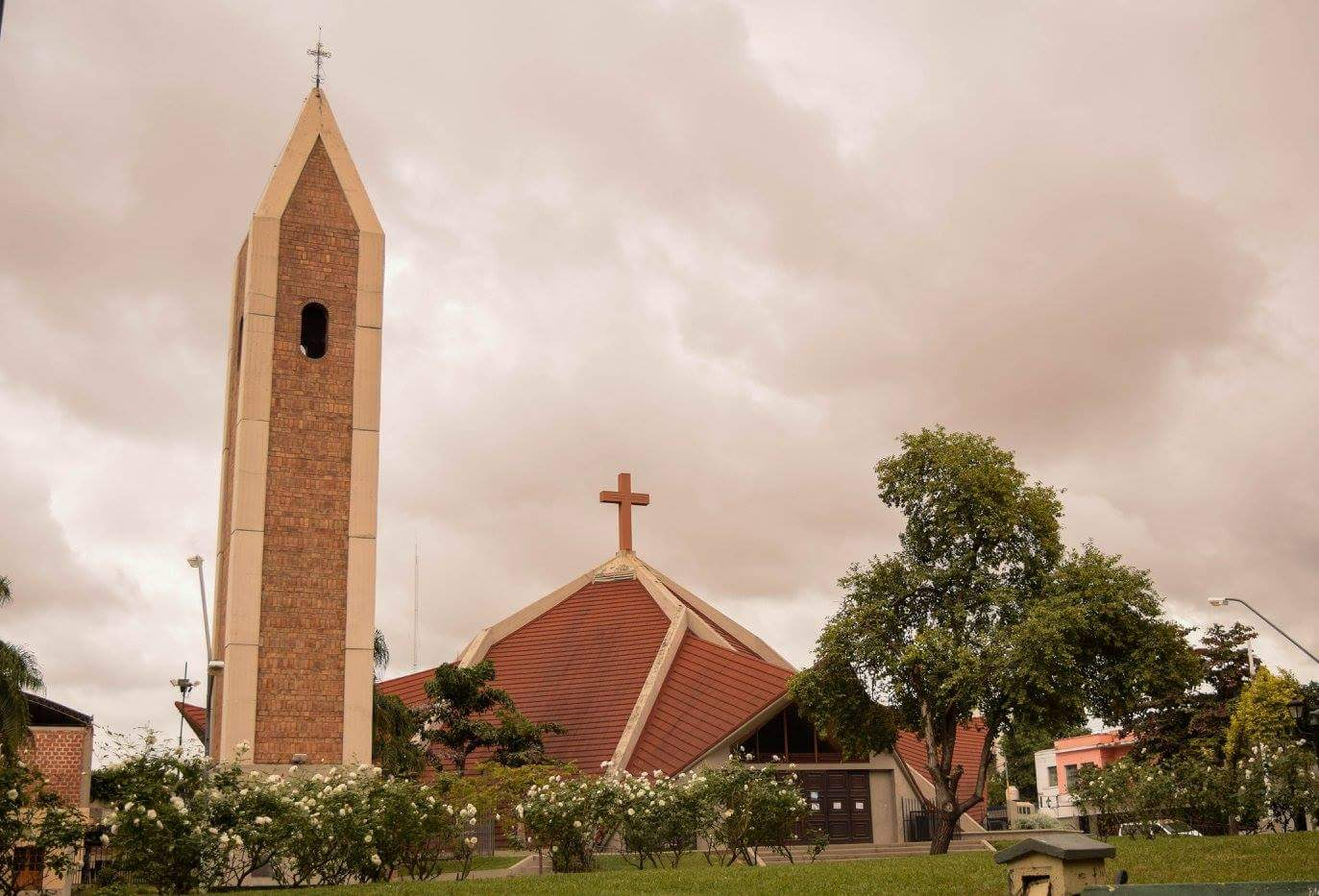
Kathedraal